# Azul sin foto
Azul no reproducible ( azul no repro o no photo blue) es una herramienta común utilizada en el diseño gráfico e impresión de la industria gráfica.

## Utilizacion
El Azul no reproducible es un tono de azul claro que no puede ser detectado por las camaras fotograficas o dispositivos de captura de imagen de artes gráficas. Permite a los editores de diseño escribir notas para impresión en el mismo papel o soporte.  Estas notas no se mostrarán en el producto final porque este color no es registrado en las cámaras ortocromaticas y litografia offset. 
También permite a los artistas establecer líneas de boceto sin la necesidad de borrar después del proceso de entintado. Debido a esta propiedad es muy utilizado en la industria del comic

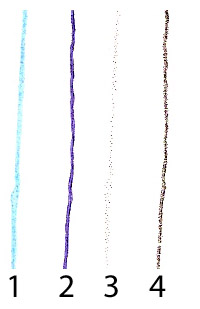
(1) color de lápiz azul no repro. (2) color de lápiz azul. (3) escala de grises de lápiz azul no repro. (4) escala de grises de lapiz azul.

## Cambios en su uso
Actualmente, con el escaneo digital y la manipulación de imágenes, el azul no repro cumple su función de una manera distinta. 
El artista puede hacer su dibujo y entintado en el método tradicional y escanear la página. Los escáneres detectan las líneas de color azul claro. Sin embargo, el cambio a escala de grises; aumentar contraste y brillo hará que el color azul desaparezca. Otro enfoque común consiste en reemplazar el canal azul con otro  (normalmente el canal rojo). Los procesos exactos pueden variar, los ajustes y de edición de imágenes de software; pero el concepto sigue siendo el mismo.

## Tinta negra
La diferencia entre la tinta negra y azul no reproducible es suficiente para que la manipulación de la imagen digital pueda separar los dos con más facilidad. 
Si un ajuste de mapa de bits en blanco y negro se explora en el número de exposición o umbral puede ser lo suficientemente alto para detectar o escanear la tinta de color negro o imágenes oscuras, pero lo suficientemente baja como para dejar de lado el azul. En una escala de 0-255 de umbral, este número sería de 140 (aproximadamente). Sólo con un ajuste alto en el umbral será detectado el azul; sin embargo esto puede distorsionar mucho las líneas negras y añadir ruido y manchas, haciendo a la imagen casi irreconocible. 
El escaneado en blanco y negro, hace posible que el azul no se registre. Así las notas y las líneas de boceto se pueden colocar en toda la imagen y no ser detectadas por el escáner.
No hay color conocido dentro del Pantone Matching System que coincida con el azul no reproducible.